# بيرغ جي. لارسن
بيرغ جي. لارسن (بالنرويجية البوكمول: Berge Gerdt Larsen)‏ هو شخصية أعمال نرويجي، ولد في 16 نوفمبر 1952.